# Lane (Oklahoma)
Lane – jednostka osadnicza w Stanach Zjednoczonych, w stanie Oklahoma, w hrabstwie Atoka.